# Église de l'Icône-de-la-Mère-de-Dieu-Source-de-Vie
L'église de l'Icône-de-la-Mère-de-Dieu-Source-de-Vie (церковь иконы Божией Матери «Живоносный Источник») est une église orthodoxe située en Russie à Arzamas dans l'oblast de Nijni Novgorod. Elle se trouve place de la Cathédrale, tout contre la cathédrale de la Résurrection. Elle dépend du doyenné d'Arzamas de l'éparchie de Nijni Novgorod et Arzamas.

## Histoire et description

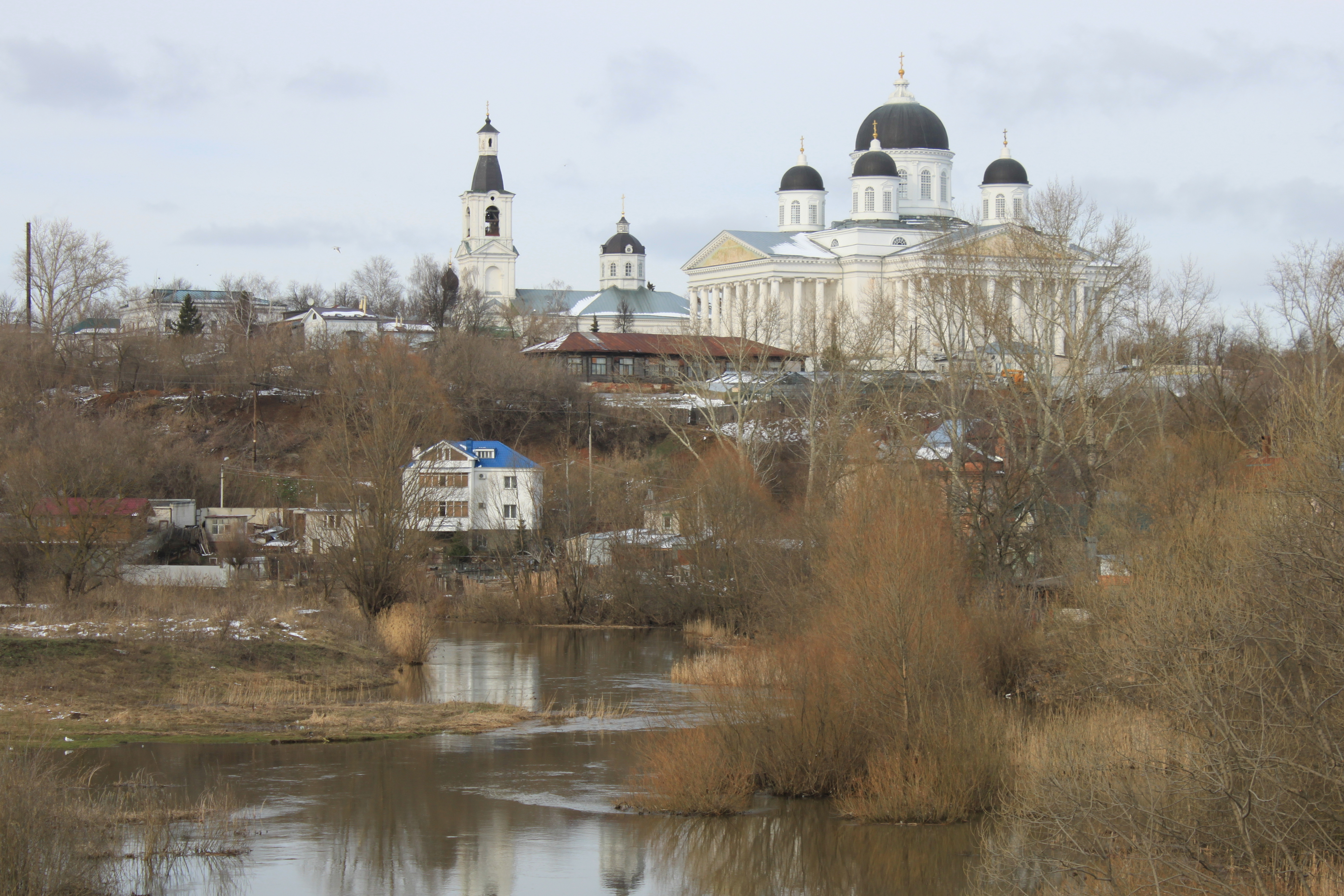
L'église se trouve contre la cathédrale.

L'église est construite à la place d'une église précédente en 1794 (l'autel principal est consacré en 1795) pour servir d'église d'hiver (chauffée) à la précédente cathédrale de la Résurrection (l'actuelle cathédrale ayant été construite à partir de 1813). Elle fait la transition entre l'architecture baroque et l'architecture néo-classique. L'église est dédiée à la Vierge Source de Vie (grec: Ζωοδόχος Πηγή ; latin: Fons Vitae) dans son icône la représentant en Hodigitria au-dessus d'une fontaine, rappelant le miracle à Constantinople en 450, lorsqu'un aveugle se fait guider à cette source près de la Porta Aurea par Léon futur empereur et recouvre la vue par l'intercession de la Vierge Source de Vie, car ayant donné naissance au Christ qui est « la Voie, la Vérité et la Vie ». Les autels secondaires sont consacrés, l'un à saint Michel-Archange consacré en 1796, l'autre à saint Serge de Valaam et saint Germain de Valaam (depuis les années 1950 ; en 1798, il était consacré à saint Athanase et à saint Cyrille et plus tard à la Vierge consolatrice des affligés). Le riche marchand D.A. Sourine y fait installer le chauffage à vapeur en 1910, pour la première fois dans une église de la ville.
L'église est fermée par les autorités communistes locales en 1935. On y installe un foyer pour les prisonniers travaillant à la construction sous la surveillance du NKVD, puis un atelier du nom d'Octobre rouge et un club de sport. Elle retourne au culte quelques mois après la mort de Staline, en 1954. Elle a conservé ses riches fresques et son décor intérieur, dont une iconostase finement sculptée.

## Galerie

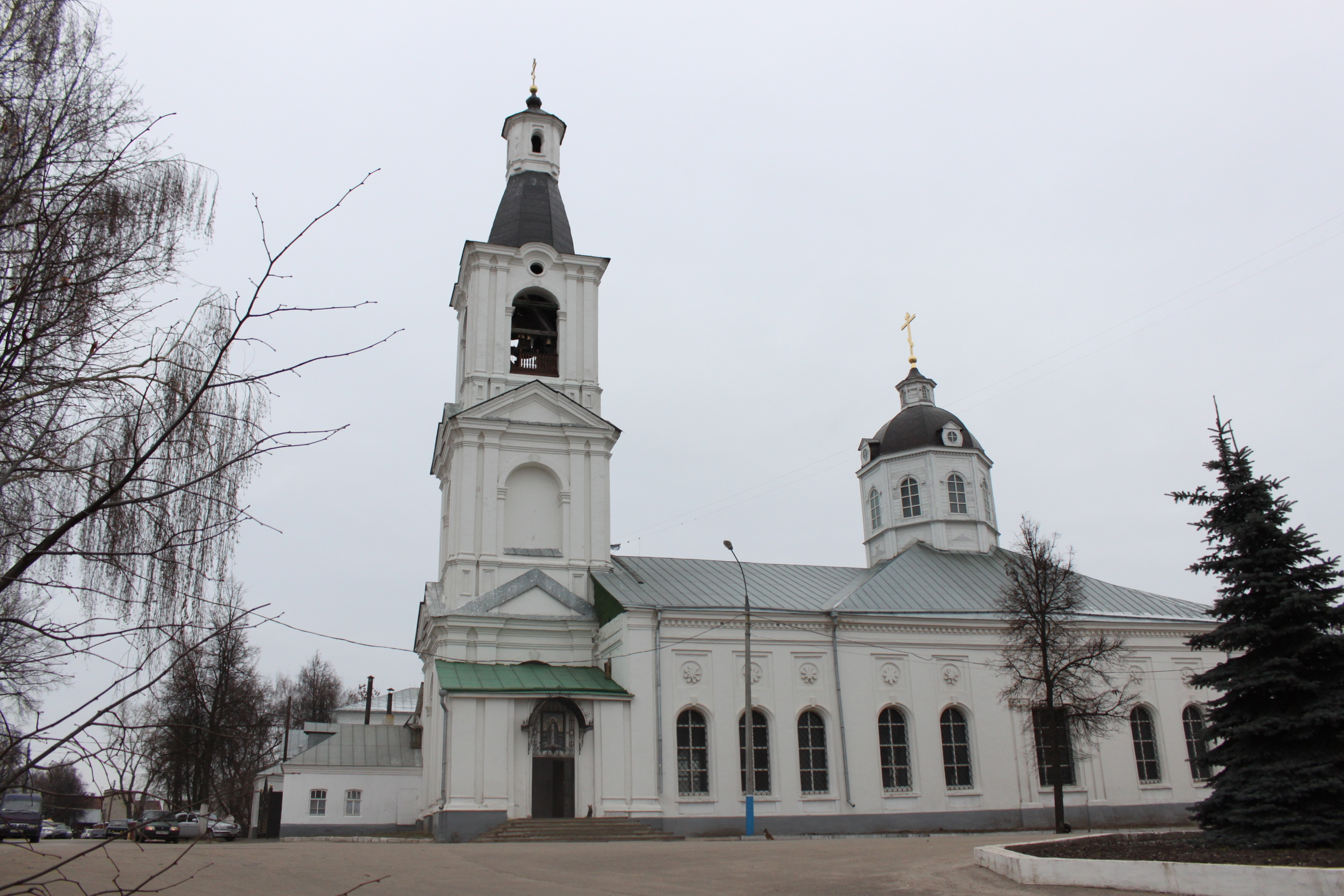
Vue de l'église de côté
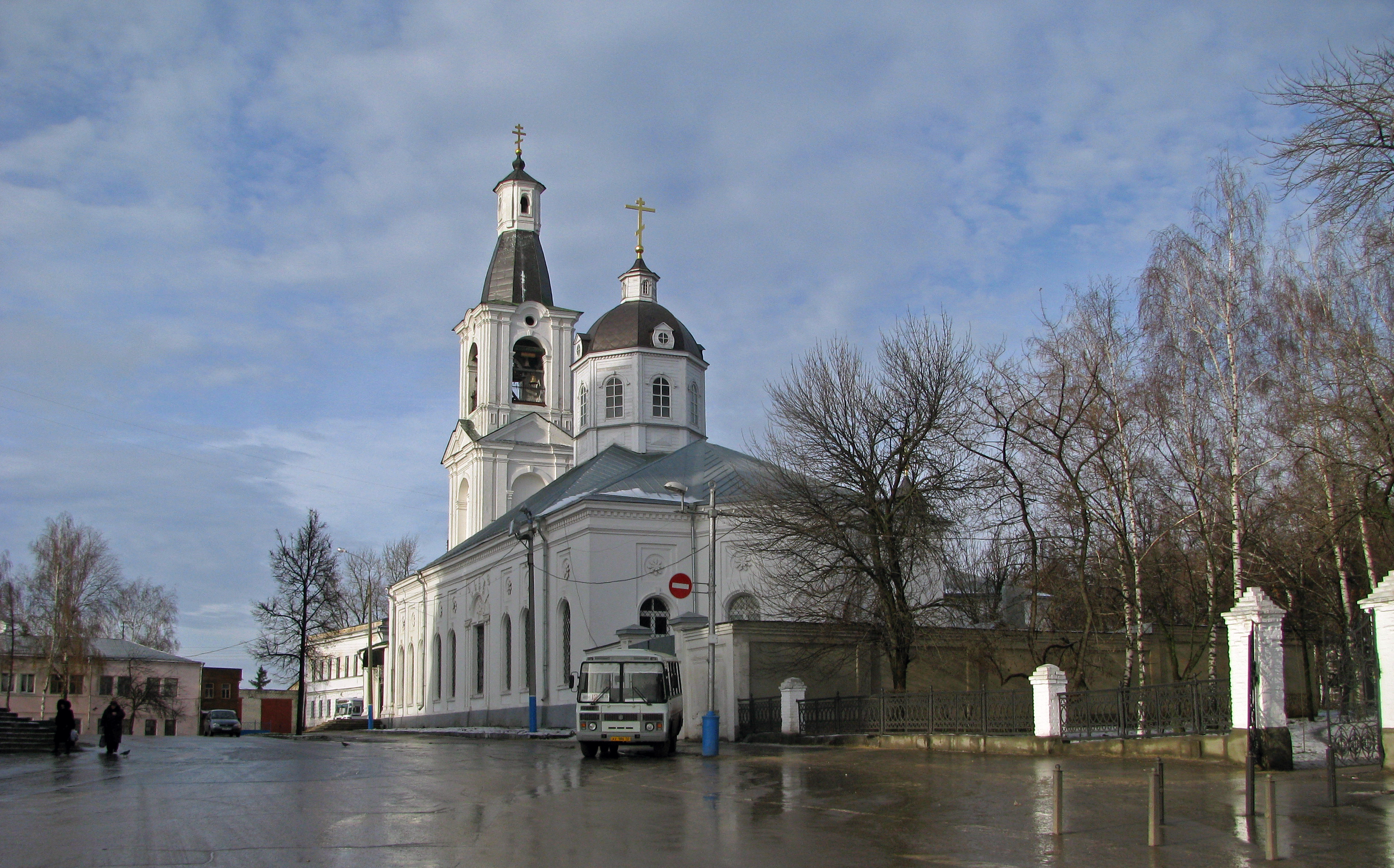
Vue de l'église, côté abside
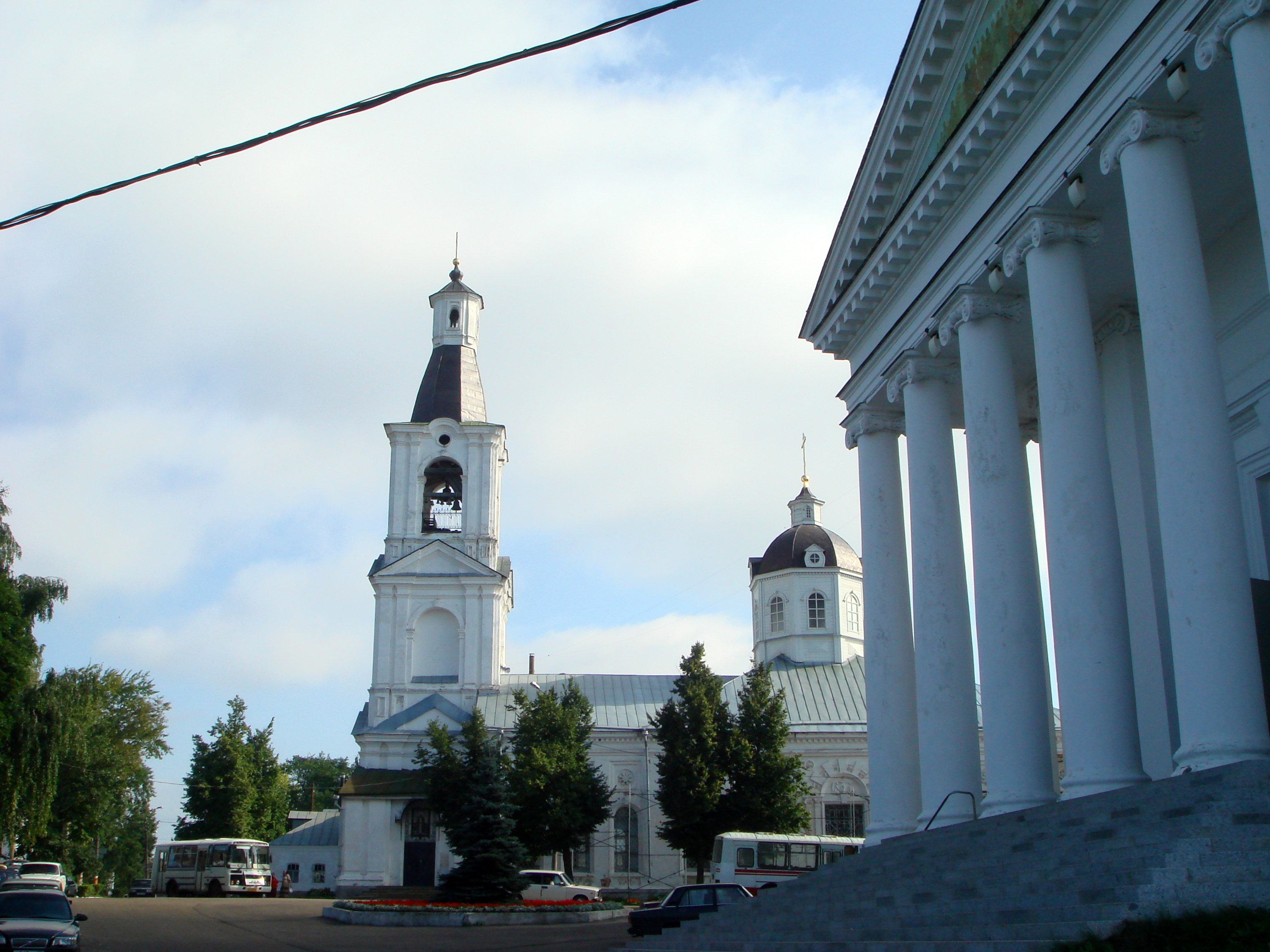
Vue à partir de la cathédrale.